# Henry (Illinois)
Henry é uma cidade localizada no estado americano de Illinois, no Condado de Marshall.

## Demografia
Segundo o censo americano de 2000, a sua população era de 2540 habitantes.
Em 2006, foi estimada uma população de 2488, um decréscimo de 52 (-2.0%).

## Geografia
De acordo com o United States Census Bureau tem uma área de
3,8 km², dos quais 3,6 km² cobertos por terra e 0,2 km² cobertos por água. Henry localiza-se a aproximadamente 150 m acima do nível do mar.

## Localidades na vizinhança
O diagrama seguinte representa as localidades num raio de 16 km ao redor de Henry.